# Insignorthezia mexicana
Insignorthezia mexicana är en insektsart som först beskrevs av Morrison 1925.  Insignorthezia mexicana ingår i släktet Insignorthezia och familjen vaxsköldlöss. Inga underarter finns listade i Catalogue of Life.